# Jean Mineur
Jean Mineur (* 12. März 1902 in Valenciennes; † 19. Oktober 1985 in Cannes) war ein französischer Filmproduzent und Regisseur.
Mineur wurde vor allem als Pionier des Werbefilms bekannt. 1924 ließ er die ersten Werbefilme im Kino zeigen. 1927 gründete er in Valenciennes seine erste Werbefirma, die 1938 an die Champs-Élysées in Paris übersiedelte. Die Firma hatte die einprägsame Telefonnummer „Balzac 00 01“. Seit 1971 trägt sie den Namen Médiavision.
Berühmt wurde das Maskottchen seiner Werbefirma, ein Zeichentrickmännchen mit Spitzhacke, das den Namen Petit Mineur („Kleiner Bergmann“) trug. Bei den Filmfestspielen von Cannes 1947 und 1952 repräsentierte es das Centre national de la cinématographie.
Als Regisseur und Produzent realisierte Mineur Dokumentarfilme wie Au pays où fleurit l’oranger (1943) und L’amour maternel chez les animaux (1944). 2006 ehrte ihn seine Heimatstadt mit einer Reihe von Ausstellungen.

## Filmographie
- Peche en mediterranee, 1942
- Contrebande de luxe, 1942
- L' amour maternel chez les animaux, 1942
- Au pays où fleurit l’oranger, 1943
- Familles de droites et familles de paraboles